# Tenexco, Tianguistengo
Tenexco är en ort i Mexiko.   Den ligger i kommunen Tianguistengo och delstaten Hidalgo, i den sydöstra delen av landet, 170 km norr om huvudstaden Mexico City. Tenexco ligger 537 meter över havet och antalet invånare är 213.
Terrängen runt Tenexco är kuperad. Runt Tenexco är det ganska glesbefolkat, med 42 invånare per kvadratkilometer. Närmaste större samhälle är Calnali, 10,3 km väster om Tenexco. I omgivningarna runt Tenexco växer i huvudsak städsegrön lövskog.